# Riksväg 51
Riksväg 51 går mellan Norrköping och Örebro. Längd 121 km.

## Sträckning
I sydöst börjar väg 51 i Trafikplats Herstaberg norr om Norrköping som tillsammans med den intilliggande Trafikplats Ingelsta sammanbinder riksväg 51 med söder- och norrgående E4, riksväg 55 mot Katrineholm och Stockholmsvägen (E4.08) mot centrala Norrköping. En gren av riksväg 51, Finspångsvägen (51.01) anlöper Norrköpings centrum via trafikplats Beckershov vid gamla E4, men har ingen anslutning mot E4 där den passeras på en bro vid Östra Eneby kyrka. Grenvägen ansluter till väg 51:s huvudsträckning i en rondell cirka 3 km nordväst om Trafikplats Herstaberg.
Genom Svärtinge hade väg 51 fram till december 2007 en vattennära sträckning med utsikt över Glan. Riksvägen passerar numera som fyrfältsväg norr om Svärtinge tätort.
I Finspång skär vägen genom samhället och möter länsväg 215 i en T-korsning där väg 51 svänger.
I nordvästra änden börjar riksväg 51 vid Marieberg söder om Örebro där den ansluter till E20 och går vidare via Södra Tvärleden och en rondell norr om Almbro. Vänster (höger om man kommer från Almbrohållet) i rondellen går "gamla" 51:an (skyltat Stora Mellösa) med vägen till Örebro som är betydligt närmare centrala Örebro. Från Almbro går 51:an sedan vidare mot Kvarntorpsrondellen söderut. 
I november 2019 öppnade en nybyggd 2+1-väg förbi Pålsboda.

## Standard
Riksväg 51 är ganska smal och krokig på större delen av sträckan, dock 2+1 / 1+1 väg på Södra Tvärleden. Sträckan Eriksberg-Kolstad (norr om Svärtinge, Norrköpings kommun) är planskild fyrfältsväg sedan december 2007.

## Utbyggnadsplaner

### Förbifart Finspång
För att avlasta de norra delarna av Finspång från trafiken planeras en förbifart sydväst om tätorten. Projektet har diskuterats sedan 1960-talet. Något datum för planerad byggstart finns inte .

## Historia
Från 1940-talet till 1962 hette vägen Norrköping-Sköllersta(-Örebro) väg nr 213, och vägen (Eskilstuna-)Sköllersta-Kumla hette väg nr 214. Från 1962 ändrades nummer 213 till riksväg 51, som gick till Örebro. På 1990-talet ändrades 51:an så att den gick till Kumla istället. Nu när Södra Tvärleden är färdig skyltas 51:an återigen till Örebro. Riksväg 52 har gått till Kumla sedan 1962.

### Södra tvärleden i Örebro
Riksväg 51 anslöt tidigare till E20 söder om Kumla. Den gamla Norrköpingsvägen från centrala Örebro hette väg 51.01 och anslöt till riksvägen vid Kvarntorp. 2010 byggdes Södra tvärleden i Örebro, sträckning Almbro – Marieberg, varefter trafiken söderifrån på väg 51 nu kör norrut vid Kvarntorp till Almbro och därefter ansluter till E20 vid Marieberg, en minskning av väglängden med nära två mil.

## Trafikplatser, korsningar och anslutningar
|                                    | Nr  | Namn                  | Skyltning                             |
| ---------------------------------- | --- | --------------------- | ------------------------------------- |
| Landsväg Norrköping-Svärtinge      |     |                       |                                       |
|                                    | 121 | Trafikplats Ingelsta  | Helsingborg Stockholm Katrineholm     |
|                                    |     |                       | Helsingborg Norrköping S              |
| Fyrfältsväg förbi Svärtinge, 10 km |     |                       |                                       |
|                                    |     | Trafikplats Svärtinge | Svärtinge                             |
| Landsväg Svärtinge-Kumla           |     |                       |                                       |
|                                    |     | Finspång              | Linköping                             |
|                                    |     | Örmon                 | Linköping                             |
|                                    |     | Sköllersta            | Katrineholm                           |
|                                    |     | Kvarntorp             | Örebro                                |
|                                    | 109 | Trafikplats Marieberg | Göteborg Stockholm ; Jönköping Örebro |